# Савчук Борис Олексійович
Боріс Олексійович Савчук (19 серпня 1943, Дніпропетровська область — 1996) — радянський легкоатлет, спеціаліст з бігу на короткі дистанції. Виступав за збірну СРСР з легкої атлетики у 1964—1971 роках, дворазовий срібний призер чемпіонатів Європи, володар трьох золотих медалей чемпіонатів Європи у приміщенні, багаторазовий переможець та призер першостей національного значення, учасник літніх Олімпійських ігор у Токіо. Представляв Ленінград та Збройні сили. Майстер спорту СРСР міжнародного класу.

## Біографія
Борис Савчук народився 19 серпня 1943 року в селі Олександрове Дніпропетровської області.
Почав займатися легкою атлетикою у 1961 році, проходив підготовку у Ленінграді під керівництвом заслуженого тренера СРСР Едмунда Ісидоровича Рохліна. Перебував у Спортивному клубі армії (Ленінград), представляв Збройні сили.
Вперше заявив про себе на дорослому всесоюзному рівні в сезоні 1963 року, коли у складі команди Ленінграда виграв срібну медаль в естафеті 4×100 метрів на чемпіонаті країни в рамках III літньої Спартакіади народів СРСР у Москві.
Завдяки низці вдалих виступів був відзначений правом захищати честь країни на літніх Олімпійських іграх 1964 року в Токіо — у дисципліні 200 метрів не зміг пройти далі за попередній кваліфікаційний етап, тоді як в естафеті 4 × 100 метрів разом зі співвітчизниками Едвіном Озоліним, Гусманом Косановим і Борисом Зубовим відібрався у фінал і посів у вирішальному забігу п'яте місце.
У 1965 році здобув перемогу в естафеті 4×100 метрів на чемпіонаті СРСР в Алма-Аті та на Кубку Європи в Штутгарті.
У 1966 році став срібним призером у бігу на 400 метрів на чемпіонаті СРСР у Дніпропетровську, виграв срібну медаль в естафеті 4×100 метрів на чемпіонаті Європи у Будапешті.
У 1967 році на Європейських легкоатлетичних іграх у Празі переміг в естафеті 4×300 метрів і отримав срібло в естафеті 150 +300+450+600 метрів, був найкращим у бігу на 400 метрів та естафеті 4×400 метрів на чемпіонаті країни в рамках IV літньої Спартакіади народів СРСР у Москві.
У 1968 році на Європейських легкоатлетичних іграх у Мадриді виграв бронзову та золоту нагороди в естафетах 4×364 та 182+364+546+728 метрів відповідно, перевершив усіх суперників у бігу на 400 метрів на чемпіонаті СРСР у Ленінакані.
На чемпіонаті СРСР 1969 року в Києві взяв бронзу та срібло на дистанціях 200 та 400 метрів відповідно, виграв срібну медаль в естафеті 4×400 метрів на чемпіонаті Європи в Афінах.
У 1970 році переміг в естафеті 4×400 метрів на чемпіонаті Європи у приміщенні у Відні. На Кубку Європи в Стокгольмі зайняв третє місце у бігу на 400 метрів і друге місце в естафеті 4×400 метрів — тим самим допоміг радянським легкоатлетам стати срібними призерами чоловічого командного заліку. На чемпіонаті СРСР у Мінську виграв дисципліни 200 та 400 метрів, а також естафету 4×400 метрів. Як студент, брав участь в Універсіаді в Турині, звідки привіз нагороду срібної гідності, виграну в естафеті 4 × 400 метрів.
У 1971 році отримав срібло на дистанції 400 метрів на зимовому чемпіонаті СРСР у Москві, був другим у бігу на 400 метрів та в естафеті 4×400 метрів на чемпіонаті Європи у приміщенні в Софії.
За видатні спортивні досягнення відзначений почесного звання «Майстер спорту СРСР міжнародного класу».
Помер 1996 року.